# 也平凡
《也平凡》（英語：The Mask）是一部围绕悬疑、犯罪题材的刑侦剧，由上海小猎豹文化传媒有限公司、公安部金盾影视文化中心、霍尔果斯五光十色影业有限公司、海宁常升影视文化传播有限公司、北京蓝媒手工艺创作文化有限公司、北京橙信传媒有限公司、北京优影映画影视传媒有限公司、天岸(北京)传媒有限公司联合出品，并且由郑恺身兼主演和出品人双重身份，並聯同张国立、林峯、種丹妮等演员主演。
本劇於2021年12月6日在东方卫视首播。

## 播放時間及平台

### 首播
| 頻道     | 所在地   | 首播日期      | 备注     |
| -------- | -------- | ------------- | -------- |
| 东方卫视 | 中国大陆 | 2021年12月6日 | 东方剧场 |

## 演員表

### 主要演員
| 演員   | 角色            | 简介 |
| 郑恺   | 季凡 / 莫平凡   | 刑警 / 专案组组员 / 臥底 季凡、跳舞的、二哥 莫文華的親兒子、季廷山（莫文升）的侄子/養子、季平（肖冉）的弟弟。 为人幽默、喜爱自由，外表风流但内心是个老干部。一到辦案的时候就会变得神经质。 有过目不忘的记忆力，超凡逻辑推理能力；观察能力超高，擅於识破别人伪装的“面具”；精通各种枪械，身手矫健。 少年版由李玖珏飾演 |
| 林峯   | 季平 / 肖冉     | 四方集团物流公司总裁 / 前天義社殺手 肖建國的兒子，原名肖冉 季廷山（莫文升）的侄子/養子、季凡(莫平凡）的哥哥。 表面是内敛沉稳，能力出众的社会精英，但事实是个城府极深，腹黑冷静行事狠毒之人。 精通刑侦和犯罪心理学，反侦破能力一流；擅於易容伪装、设置完美犯罪、使用障眼法逃脱警方追踪。 少年版由杜藝龍飾演           |
| 张国立 | 季廷山 / 莫文升 | 四方集团創辦人兼大老板 原名莫文升 慈善家，季平（肖冉）的養父及季凡（莫平凡)的叔叔/養父。 表面是个有修养的知识分子，自带书生气，但事实是个极善伪装，工于心计，冷漠杀人不见血的狠角色。 年輕版由郭振迦飾演 |
| 種丹妮 | 熊振男          | 刑警队隊长，专案组组长 为人干练，做事雷厉风行。 有着十余年刑警工作经验，通晓刑侦技术、审讯技术，情报能力一流。 与季凡即是战友，又不由自主心生好感。 |

### 警察局
| 演員   | 角色   | 简介 |
| 吕凉   | 肖建國 | 警察局副局長 季平（肖冉）的父親 威風乾練，一絲不苟，擅長和稀泥，永遠不出頭，帶着官僚氣，私下頹敗脆弱。辦案有自己的準則，審訊技術超高，做事果決，令市民對他頗有好感和尊重。 年輕版由于洋飾演                                     |
| 汤梦佳 | 赵清妍 | 警察局法医，专案组组员 为人阳光健谈，但一拿起解剖刀就会变成冷静，条理清晰的“嗜血法医”。 喜欢深夜胜过白天，有个小外号叫“迷魂教教主”，经常在验尸房以外的地方犯困、总是打哈欠，咖啡和口香糖都不管用。 对季平心生好感，並暗恋季平。 |
| 郭耘奇 | 張小明 | 刑警隊成員 熊振男的下屬，警局新人，大家的开心果时刻都能逗大家开心，办案心思缜密也是季凡的得力助手。 |

### 其他演員
| 演員   | 角色     | 简介 |
| 陸玲   | 饒穎     | 宠物院院长 趙清妍的母親，曾任法醫，經手過當年的「李倩墜樓案」，並因為「一己之失」斷送了他人性命，所以離開了公安系統但也保留了當年的一件證物。 年輕版由汤梦佳飾演 |
| 何振   | 莫文華   | 季凡的父親，已去世。 |
| 喬曦   | 李倩     | 孫玉梅的女兒，已去世。 |
| 汪雪芳 | 孫玉梅   | 李倩的母親。 |
| 林雪   | 安東尼陳 | 黑幫 Anthony C91家族老大 伊娃和雅各布的父亲 |
| 高晓菲 | 伊娃     | 黑幫 Eva C91家族 安东尼的女儿 雅各布的姐姐 季凡的朋友 |
| 吳恆   | 雅各布陳 | 黑幫 Jack C91家族 安东尼的儿子，與其不和 伊娃的弟弟 與松本雅治勾結                                                                                               |
| 張煜坤 | 歐子堅   | 黑幫 C91家族金牌打手 又名小亞洲，暗戀米倫娜多時 |
| 金剛   | 豹哥     | 黑幫 天義社金牌打手 |
| 黄诗棋 | 米伦娜   | 格斯塔人 尤里的養女 松本雅治之未婚妻 季平及季凡青梅竹馬的朋友 暗恋季凡，卻不聽從尤里的安排嫁給不愛之人 少年版由張心怡飾演                                        |
| 张殿伦 | 三姨     | 酒吧酒保 季平和季凡的朋友，互相交流情報 |

## 電視原聲帶
| 曲序 | 曲目                     |               | 作曲   | 演唱                       |
| ---- | ------------------------ | ------------- | ------ | -------------------------- |
| 1.   | 也平凡（片尾曲）         | VAVA          | 郭乐童 | 郑恺、VAVA                 |
| 2.   | 偏偏喜歡你(粵語)（插曲） | 鄭國江        | 陳百強 | 陳百強                     |
| 3.   | Brother（插曲）          | 郭樂童/韓博文 | 郭樂童 | Tbilisi children's capella |

## 收視率
| 中国 东方卫视 首播收视率 |                |        |          |        |      |
| 集數                     | 播出日期       | 收视率 | 收视份额 | 排名   | 備註 |
|                          | 2021年12月6日  | 1.359  | 4.557    | 7      |      |
|                          | 2021年12月7日  | 0.363  | 1.227    | 10     |      |
|                          | 2021年12月8日  | 0.422  | 1.437    | 9      |      |
|                          | 2021年12月9日  | 0.895  | 3.066    | 8      |      |
|                          | 2021年12月10日 | 1.194  | 8.047    | 6      |      |
|                          | 2021年12月11日 | 1.366  | 4.46     | 5      |      |
|                          | 2021年12月12日 | 1.348  | 9.274    | 5      |      |
|                          | 2021年12月13日 | 1.534  | 5.222    | 4      |      |
|                          | 2021年12月14日 | 1.787  | 5.705    | 3      |      |
|                          | 2021年12月15日 | 1.773  | 6.078    | 4      |      |
|                          | 2021年12月16日 | 1.823  | 6.104    | 5      |      |
|                          | 2021年12月17日 | 2.049  | 6.652    | 3      |      |
|                          | 2021年12月18日 | 1.92   | 6.237    | 4      |      |
|                          | 2021年12月19日 | 2.118  | 6.984    | 4      |      |
|                          | 2021年12月20日 | 2.138  | 7.361    | 4      |      |
|                          | 2021年12月21日 | 1.389  | 4.717    | 5      |      |
|                          | 2021年12月22日 | 1.858  | 6.295    | 5      |      |
| 平均收視                 | 平均收視       | 1.49   | 5.5      | 不適用 |      |

1. 资料来源：卫视这些事儿、TV未知数

## 电视节目的变迁
| 中国大陆 东方卫视 东方剧场 (如当日《新闻联播》延时顺延播出) | 中国大陆 东方卫视 东方剧场 (如当日《新闻联播》延时顺延播出) | 中国大陆 东方卫视 东方剧场 (如当日《新闻联播》延时顺延播出) |
| ----------------------------------------------------------- | ----------------------------------------------------------- | ----------------------------------------------------------- |
|                                                             | 也平凡 （2021年12月6日－2021年12月22日）                    |                                                             |
| 两个人的世界 (2021年11月16日 — 2021年12月6日）              | 三生有幸遇上你 (2021年12月23日-                             |                                                             |

|below=2017年5月1日起黄金剧场更名为东方剧场，2018年8月7日起周播剧场更名为精品剧场
}}